# Одноцветный бонито
Одноцветный бонито, или паломета (лат. Orcynopsis unicolor), — вид лучепёрых рыб семейства скумбриевых, единственный представитель рода одноцветных бонит (Orcynopsis). Распространены в северо-восточной части Атлантического океана. Максимальная длина тела 130 см.

## Описание
Тело относительно короткое и высокое, сильно сжато с боков. Рот большой, окончание верхней челюсти доходит до вертикали, проходящей через задний край глаза. На верхней челюсти 18—27 конических зубов, а на нижней 12—21 зуб. Есть зубы на языке. На первой жаберной дуге 12—17 (обычно 14—16) жаберных тычинок.
Два спинных плавника разделены небольшим промежутком. Первый спинной плавник высокий с коротким основанием с 12—14 колючими лучами. Во втором спинном плавнике 12—15 мягких лучей. За ним следует ряд из 7—9 небольших дополнительных плавничков. В анальном плавнике 14—16 мягких лучей, за ним идёт ряд из 6—8 небольших плавничков. В коротких грудных плавниках 21—23 лучей. Между брюшными плавниками имеется небольшой единичный выступ, расщеплённый надвое. В передней части тела хорошо развит панцирь, образованный крупными чешуями. Остальное тело лишено чешуи, за исключением полоски чешуек вдоль оснований спинных плавников и клочком чешуек вокруг оснований грудных, брюшных и анального плавников.
Хвостовой стебель тонкий с хорошо развитым центральным килем и двумя небольшими килями сверху и снизу от основного. Хвостовой плавник серпообразный. Плавательный пузырь отсутствует. Позвонков 37—39, из них 19—21 хвостовых. Правая доля печени увеличена, левая доля короткая и сливается со средней долей. Селезёнка скрыта под печенью.
Спина голубовато-чёрная со слабовыраженными точками, проходящими вдоль тела, чётких полос или пятен на теле нет. Нижняя часть тела серебристая. Первые три четверти первого спинного плавника чёрные, второй спинной плавник и дорсальные дополнительные плавнички тёмные, анальный плавник с желтоватым оттенком.
Максимальная длина тела 130 см, обычно до 90 см; масса тела до 13,1 кг.

## Биология
Одноцветные бонито — эпипелагические неретические рыбы. Обитают в приповерхностных слоях воды, образуют небольшие стаи. Часто плывут у поверхности воды, при этом первый спинной плавник выступает из воды.
Питаются мелкими стайными рыбами. В состав рациона входят анчоусы (Engraulis), сардинеллы (Sardinella), каранксы (Caranx), скумбрии (Scomber), бопсы (Boops) и другие.
Впервые созревают при длине тела 70—80 см. В Средиземном море нерестятся в июле — сентябре. У берегов Сенегала нерест начинается в мае. Плодовитость 500—600 тысяч икринок.

## Распространение
Ареал прерывистый. Распространены у берегов Норвегии и северо-западной Африки, но отсутствуют у Мадейры, Канарских островов и Кабо-Верде. Многочисленны в Средиземном море.

## Хозяйственное значение
Имеют ограниченное промысловое значение. Промысел ведут Мавритания, Марокко и Португалия. Ловят преимущественно удебными орудиями лова. Уловы в 1960-е годы достигали 6 тысяч тонн; в 2000-е годы уловы варьировались от 608 до 2532 тонн. Реализуются в мороженом и копчёном виде.